# إعادة التأهيل الوضعي
إعادة التأهيل الوضعي هي مقاربة علاجية في العلاج الطبيعي تُبنى على تحليل الوضعية الجسدية. ويَعتبر مؤيدو هذا النهج أنه يُسهم في تحسين التكيفات الوضعية، ووظائف الجهاز التنفسي، والأنماط الحركية غير المتناظرة في الجسم.
يهدف هذا النوع من العلاج إلى تحقيق حالة من التوازن الوضعي المحايد من خلال تقنيات علاجية يدوية وغير يدوية، مصممة لإعادة تموضع الجسم، وإعادة تدريب العضلات، واستعادة التناسق في الأنماط الحركية غير المتناظرة. يُستخدم هذا النهج من قِبل بعض أخصائيي العلاج الطبيعي ومدربي التأهيل الرياضي. وعلى الرغم من شيوع تفضيل أوضاع جسدية معينة لدى عدد من أخصائيي العلاج الطبيعي، إلا أن الأدلة العلمية القوية التي تُثبت أن وضعية بعينها تؤدي إلى نتائج طبية أفضل لا تزال محدودة.

## الآلية
يدّعي أنصار هذه التقنية أنها تُسهم في تحسين آليات التنفس، بما في ذلك وظيفة الحجاب الحاجز. ويستخدم هؤلاء مصطلح "منطقة التلاصق" للإشارة إلى المنطقة التي يتصل فيها الحجاب الحاجز بالقفص الصدري. وتعتمد الحركة الميكانيكية للحجاب الحاجز وكفاءته التنفسية على علاقته البنيوية وتنظيمه التشريحي مع القفص الصدري.

## التاريخ
طوّر أخصائي العلاج الطبيعي رون هروسكا منهج إعادة التأهيل الوضعي في أوائل تسعينيات القرن العشرين.
وفي عام 1999، أسّس معهد إعادة التأهيل الوضعي في مدينة لينكن، ولاية نبراسكا، بهدف تدريب العاملين في الرعاية الصحية على هذا المنهج العلاجي.